# The Christmas Angel: A Story on Ice
A The Christmas Angel: A Story on Ice a Mannheim Steamroller együttes The Christmas Angel: A Family Story című karácsonyi albuma alapján készített látványos korcsolyaelőadás. A tévéforgalmazásra készített műsor DVD lemezen is megjelent. Az előadás három korcsolyázó főszereplője Dorothy Hamill, Elvis Stojko és Tonia Kwiatkowski. A többi korcsolyázó között tucatnyi olimpiai résztvevőt láthatunk. A prózában zajló kerettörténet mesélői Olivia Newton-John és Chip Davis. A kerettörténetben látható gyerekek egyike Olivia saját lánya, Chloé Lattanzi. A műsort magyar televíziós csatornán is bemutatták.

## Történet
Karácsony napján a család összegyűlik a fenyőfa alatt. A papa és a mama egy régi karácsonyi történetet mesél el a gyerekeknek: Egyszer egy régi karácsonyon a család készülődött az ünnepre. A fát feldíszítették, a tetejére egy gyönyörű angyalt tettek. Az ajándékok is már várták az estét, mikor egy gonosz démon jelent meg és elragadta a fa tetejéről az angyalt, mely magát a karácsonyt jelképezte. Az édesanya és a megelevenedő játékok azonban nem adták fel. Megkeresték a démont és visszavették a karácsony angyalát.

## Szereplők
- Olivia Newton-John a történetet mesélő anyuka
- Chip Davis - a történetet mesélő apa
- Dorothy Hamill - Az elmesélt történet anyukája
- Elvis Stojko - Gargon, gonosz démon
- Rudy Galindo - Gargon Sidekick
- Tonia Kwiatkowski - a karácsonyi angyal
- Elizabeth Punsalan - macska
- Jerod Swallow - fiú játékbaba
- Calla Urbanski - macska
- Tiffany Chin - marionettbaba
- Rocky Marval - favágó
- Ryan Hunka - hóember
- Lisa Cricks - játékmackó
- Eric Millot - falusi / elveszett lélek
- Cydelle Knobbs - falusi / elveszett lélek